# Sabarmati Central Jail
Sabarmati Central Jail is de belangrijkste gevangenis in Ahmedabad in Gujarat. Het gebouw stamt uit 1895. Mahatma Gandhi heeft hier in 1922 tien dagen opgesloten gezeten. De cel waarin hij zat wordt nu Gandhi Kohli genoemd en bevat artikelen die de onafhankelijkheidsstrijder daar toen gebruikte